# Gemerská Hôrka
Gemerská Hôrka (in ungherese Özörény) è un comune della Slovacchia facente parte del distretto di Rožňava, nella regione di Košice.